# Limenitis minor
Limenitis minor är en fjärilsart som beskrevs av Marcel Caruel 1947. Limenitis minor ingår i släktet Limenitis och familjen praktfjärilar. Inga underarter finns listade i Catalogue of Life.